# Довголіска
Довголіска, або Довголиска (пол. Dołholiska) — село в Польщі, у гміні Вишниці Більського повіту Люблінського воєводства. Населення — 59 осіб (2011).

## Історія
1700 року вперше згадується церква в селі.
За даними етнографічної експедиції 1869—1870 років під керівництвом Павла Чубинського, у селі переважно проживали греко-католики, які розмовляли українською мовою.
У 1975—1998 роках село належало до Білопідляського воєводства.

## Населення
Демографічна структура станом на 31 березня 2011 року:
|          | Загалом | Допрацездатний вік | Працездатний вік | Постпрацездатний вік |
| -------- | ------- | ------------------ | ---------------- | -------------------- |
| Чоловіки | 27      | 7                  | 16               | 4                    |
| Жінки    | 32      | 5                  | 11               | 16                   |
| Разом    | 59      | 12                 | 27               | 20                   |

## Відомі люди

### Народились
- Тиміш Олесіюк (1895—1978) — український громадсько-політичний діяч, дипломат, член Центральної Ради.